# Egelseewiesen
Das Gebiet Egelseewiesen ist ein mit Verordnung vom 2. März 1992 des Regierungspräsidiums Tübingen ausgewiesenes Naturschutzgebiet (NSG-Nummer 4.198) im Süden der baden-württembergischen Gemeinde Wald im Landkreis Sigmaringen in Deutschland.

## Lage
Das rund 48 Hektar große Naturschutzgebiet Egelseewiesen gehört naturräumlich zum Oberschwäbischen Hügelland und den Donau-Ablach-Platten. Es liegt etwa dreieinhalb Kilometer südwestlich der Walder Ortsmitte in den Gemarkungen Ruhestetten und Rothenlachen, auf einer durchschnittlichen Höhe von 660 m ü. NN

## Schutzzweck
Wesentlicher Schutzzweck ist die Erhaltung und Förderung des Gebietes mit seinen vielfältigen Biotopstrukturen bestehend aus einem Moorwald, einem feuchten Grünlandgürtel, einem Bahndamm, einigen Obstbäumen und landwirtschaftlich nicht genutzten Biotopstrukturen als Lebensraum für zahlreiche gefährdete Tier- und Pflanzenarten. Besonders hervorzuheben ist der strukturreiche Moorwald als Lebensraum für zahlreiche Vogelarten, insbesondere für Höhlenbrüter sowie seine artenreiche Bodenvegetation. Außerdem hat das Gebiet kulturhistorische und archäologische Bedeutung.

### Partnerschutzgebiete
Teile des Naturschutzgebiets Kreuzäcker sind Bestand des 24,8 ha großen Schonwalds Egelsee.

## Flora und Fauna

### Flora
Der Moorwaldkomplex ist ein artenreicher Fichten‑Kiefern-Birken‑Moorwald, der einen äußerst hohen Totholzanteil aufweist.

### Fauna
Im Schutzgebiet wurden 41 Brutvogelarten festgestellt, ein Viertel der Arten sind Höhlenbrüter, mindestens vier Arten sind entweder bei der Anlage ihrer Bruthöhlen bzw. bei der ausreichenden Bereitstellung ihrer Nahrung im Jahreszyklus obligat auf Tot‑ und Morschholz angewiesen. Die Gräben des ehemaligen Bahndamms beherbergen zwei Reptilien- und vier Amphibienarten sowie eine sehr artenreiche Wasserinsektenfauna.
Folgende, nach Klassen, Familien und Arten sortierte Tierarten (Auswahl) sind im Gebiet Egelseewiesen erfasst:
- Insekten (Insecta)
  - Blattkäfer (Chrysomelidae)
    - Tatzenkäfer oder Labkraut-Blattkäfer (Timarcha tenebricosa)
- Spinnentiere (Arachnida)
  - Raubspinnen (Pisauridae)
    - Gerandete Jagdspinne, selten auch Listspinne genannt (Dolomedes fimbriatus)

## Pfahlbauten
Im Jahr 1893 entdeckte man in den Egelseewiesen beim Torfstechen eine sogenannte Feuchtbodensiedlung aus der Jungsteinzeit. Bei gezielten Grabungen im Jahr 1936 gelang es, insgesamt sechs Häuser mit gut erhaltenen Fußböden dieser sogenannten Pfyn-Altheimer-Kultur zu sichern. Dank dieser Funde ist das Schutzgebiet nicht nur ökologisch, sondern auch kulturhistorisch von großer Bedeutung.